# Tyran tigré
Myiodynastes luteiventris
Espèce
Statut de conservation UICN

 LC  : Préoccupation mineure
Le Tyran tigré (Myiodynastes luteiventris) est une espèce de passereaux de la famille des Tyrannidae (Tyrannidés en français).

## Description
Le tyran tigré a la calotte et la nuque gris brunâtre à olive striés d'étroites lignes noires avec, au centre de la calotte, une tache jaune plus ou moins visible. Les lores et la région auriculaire sont foncés et une ligne noire traverse l'œil sous lequel se trouve une bande blanchâtre et au-dessus un sourcil blanc grisâtre. Le dos, les scapulaires et le haut du croupion ont les plumes olive léger se terminant en chamois. La queue est cannelle rougeâtre zébrée de lignes sombres qui s'étendent de façon distale. Les ailes sont foncées, avec l'extérieur des plumes des moyenne et grande couvertures et des secondaires terminées par du blanc jaunâtre. La petite couverture prend fin avec une étroite bande chamois grisâtre. Le menton et les côtés de la gorge sont noir terne liserés d'olive grisâtre, le reste de la gorge est blanc zébré de sombre. Le dessous est jaune pâle à blanc jaunâtre avec la poitrine et les flancs zébrés de noir. Le dessous des ailes est jaune pâle avec des lignes chamois foncé. L'intérieur des primaires et des secondaires est borduré de blanc à jaune pâle.

## Répartition
Le tyran tigré est présent au Belize, dans la moitié nord de la Bolivie, à l'est du Brésil (présence isolée), à l'ouest de la Colombie, au Costa Rica, à l'est de l'Équateur, au Salvador, dans la moitié nord et au sud du Guatemala, au Honduras, à l'est et à l'ouest du Mexique (y compris dans la péninsule du Yucatan sauf dans l'extrême nord), au Nicaragua, au Panama, au nord-ouest du Pérou et aux États-Unis (état de l'Arizona). Il ne se reproduit pas dans l'ensemble des pays d'Amérique du Sud.

## Nidification
Les œufs sont de forme ovale crème rosâtre légèrement brillant, grossièrement marqués de rayures et de taches brun foncé rougeâtre et lavande.

## Sous-espèces
D'après la classification de référence (version 7.2, 2017) du Congrès ornithologique international, cette espèce ne compte pas de sous-espèces. 